# Palpomyia ashantii
Palpomyia ashantii är en tvåvingeart som beskrevs av Ingram och John William Scott Macfie 1923. Palpomyia ashantii ingår i släktet Palpomyia och familjen svidknott.
Artens utbredningsområde är Ghana. Inga underarter finns listade i Catalogue of Life.